# Мікаель Кюїзанс
Мікаель Кюїзанс (фр. Mickaël Cuisance, нар. 16 серпня 1999, Страсбург) — французький футболіст, півзахисник клубу «Венеція».
Виступав, зокрема, за клуби «Баварія» (Мюнхен) та «Марсель», а також юнацьку збірну Франції.

## Клубна кар'єра
Народився 16 серпня 1999 року в місті Страсбург. Вихованець юнацьких команд футбольних клубів «Страсбур» та «Нансі». У дорослому футболі дебютував 2016 року виступами за резервну команду «Нансі», в якій того року взяв участь в одному матчі чемпіонату.
1 липня 2017 року підписав п'ятирічний контракт із німецьким клубом «Боруссія» (Менхенгладбах). 19 вересня 2017 року дебютував у Бундеслізі в поєдинку проти «Штутгарта», вийшовши на поле після перерви замість Крістофа Крамера. Загалом відіграв за менхенгладбаський клуб 35 матчів у національному чемпіонаті.
17 серпня 2019 року Кюїзанс за майже 10 мільйонів євро перейшов у «Баварію» (Мюнхен), підписавши контракт до 2024 року. Дебютував за нову команду 31 серпня у матчі з «Майнцом» (6:1), вийшовши на заміну замість Тьяго на 79-й хвилині. 27 червня 2020 року Мікаель забив свій перший гол у Бундеслізі у грі з «Вольфсбургом» (4:0).
Так і не ставши основним гравцем мюнхенців, 5 жовтня 2020 року Кюїзанс був відданий в оренду на рік з можливістю викупу за 18 млн. євро у французький «Марсель». Під керівництвом Андре Віллаш-Боаша Кюїзанс часто виходив на поле, але з приходом нового головного тренера Хорхе Сампаолі втратив місце у основі. Загалом за сезон у «Марселі» Мікаель зіграв 30 матчів в усіх турнірах, але лише 13 у стартовому складі, тому французький клуб відмовився від викупу гравця. Повернувшись до мюнхенської «Баварії» після закінчення оренди, Кюїзанс зіграв лише одну гру у першій частині сезону 2021/22 років.
3 січня 2022 року Кюїзанс перейшов у італійську «Венецію» за близько 4 мільйонів євро, підписавши контракт до 2025 року. Дебютував у складі венеційців 9 січня, у домашній грі програвши проти «Мілана» (0:3).

## Виступи за збірні
У 2014 році дебютував у складі юнацької збірної Франції. Брав участь у чемпіонаті Європи серед юнаків до 17 років у 2016 році, зігравши на турнірі у всіх трьох зустрічах. Загалом взяв участь у 62 іграх на юнацькому рівні, відзначившись 8 забитими голами.
2019 року з командою до 20 років поїхав на молодіжний чемпіонат світу у Польщі, де забив два голи та зробив одну результативну передачу у своїх 4 матчах на турнірі.

## Статистика виступів

### Статистика клубних виступів
| Сезон                   | Команда                       | Чемпіонат               | Чемпіонат | Чемпіонат | Національний кубок | Національний кубок | Національний кубок | Континентальні кубки | Континентальні кубки | Континентальні кубки | Інші змагання | Інші змагання | Інші змагання | Усього | Усього | Усього |
| Сезон                   | Команда                       | Ліга                    | Ігор      | Голів     | Ліга               | Ігор               | Голів              | Ліга                 | Ігор                 | Голів                | Ліга          | Ігор          | Голів         | Ігор   | Голів  |        |
| ----------------------- | ----------------------------- | ----------------------- | --------- | --------- | ------------------ | ------------------ | ------------------ | -------------------- | -------------------- | -------------------- | ------------- | ------------- | ------------- | ------ | ------ | ------ |
| 2017/18                 | «Боруссія II» (Менхенгладбах) | РЛ                      | 1         | 0         | -                  | -                  | -                  | -                    | -                    | -                    | -             | -             | -             | 1      | 0      |        |
| 2018/19                 | «Боруссія II» (Менхенгладбах) | РЛ                      | 1         | 1         | -                  | -                  | -                  | -                    | -                    | -                    | -             | -             | -             | 1      | 1      |        |
| Усього за «Боруссію II» | Усього за «Боруссію II»       | Усього за «Боруссію II» | 2         | 1         |                    | -                  | -                  |                      | -                    | -                    |               | -             | -             | 2      | 1      |        |
| 2017/18                 | «Боруссія» (Менхенгладбах)    | БЛ                      | 24        | 0         | КН                 | 2                  | 0                  | -                    | -                    | -                    | -             | -             | -             | 26     | 0      |        |
| 2018/19                 | «Боруссія» (Менхенгладбах)    | БЛ                      | 11        | 0         | КН                 | 2                  | 0                  | -                    | -                    | -                    | -             | -             | -             | 13     | 0      |        |
| Усього за «Боруссію»    | Усього за «Боруссію»          | Усього за «Боруссію»    | 35        | 0         |                    | 4                  | 0                  |                      | -                    | -                    |               | -             | -             | 39     | 0      |        |
| 2019/20                 | «Баварія II» (Мюнхен)         | 3Л                      | 5         | 2         | -                  | -                  | -                  | -                    | -                    | -                    | -             | -             | -             | 5      | 2      |        |
| 2019/20                 | «Баварія» (Мюнхен)            | БЛ                      | 9         | 1         | КН                 | 1                  | 0                  | ЛЧ                   | 0                    | 0                    | СН            | -             | -             | 10     | 1      |        |
| 2020/21                 | «Баварія» (Мюнхен)            | БЛ                      | 1         | 0         | КН                 | 0                  | 0                  | ЛЧ                   | 0                    | 0                    | СУ            | 0             | 0             | 1      | 0      |        |
| 2020/21                 | «Марсель»                     | Д1                      | 23        | 2         | КФ                 | 1                  | 0                  | ЛЧ                   | 6                    | 0                    | СФ            | 0             | 0             | 30     | 2      |        |
| 2021/22                 | «Баварія» (Мюнхен)            | БЛ                      | 1         | 0         | КН                 | 1                  | 1                  | ЛЧ                   | 0                    | 0                    | СН            | 0             | 0             | 2      | 1      |        |
| Усього за «Баварію»     | Усього за «Баварію»           | Усього за «Баварію»     | 11        | 0         |                    | 2                  | 1                  |                      | 0                    | 0                    |               | 0             | 0             | 13     | 3      |        |
| 2021/22                 | «Венеція»                     | A                       | 1         | 0         | КІ                 | -                  | -                  | -                    | -                    | -                    | -             | -             | -             | 1      | 0      |        |
| Усього за кар'єру       | Усього за кар'єру             | Усього за кар'єру       | 77        | 6         |                    | 7                  | 1                  |                      | 6                    | 0                    |               | -             | -             | 90     | 7      |        |

## Досягнення
- Чемпіон Німеччини (1):

«Баварія»: 2019/20
- Володар Кубка Німеччини (1):

«Баварія»: 2019/20
- Переможець Ліги чемпіонів УЄФА (1):

«Баварія»: 2019/20
- Володар Суперкубка Німеччини (2):

«Баварія»: 2020, 2021
- Переможець Суперкубка УЄФА (1):

«Баварія»: 2020